# Мироненко Валентин Карпович
Валенти́н Ка́рпович Мироненко (нар. 12 червня 1925, місто Кривий Ріг, тепер Дніпропетровської області — 9 листопада 1995, місто Кривий Ріг Дніпропетровської області) — український радянський діяч, новатор виробництва в чорній металургії, машиніст-екскаваторник. Герой Соціалістичної Праці (1966). Член ЦК КПУ у 1971—1986 р.

## Біографія
Трудову діяльність розпочав у 1941 році помічником машиніста паровоза на станції Бакал Бакальського рудоуправління Челябінської області РРФСР.
З 1944 р. — служба у Радянській армії. Після демобілізації працював на будівництві Дніпропетровського металургійного заводу, зрошувальних систем у Молдавській РСР, працював на вугільному розрізі у Монгольській Народній Республіці.
З 1952 року — машиніст екскаватора в кар'єрі Південного гірничо-збагачувального комбінату міста Кривого Рогу Дніпропетровської області. У 1960—1961 р. — у відрядженні в Республіці Індії, працював інструктором робітників рудника Бхілаї.
Член КПРС з 1956 року.
У 1961—1992 р. — машиніст екскаватора, бригадир екскаваторників дільниці № 2 рудника Південного гірничо-збагачувального комбінату міста Кривого Рогу Дніпропетровської області.
Освіта середня спеціальна. У 1973 році без відриву від виробництва закінчив Криворізький політехнічний технікум.
З 1992 року — на пенсії у місті Кривому Розі Дніпропетровської області.

## Нагороди
- Герой Соціалістичної Праці (22.03.1966)
- два ордени Леніна (22.03.1966, 29.01.1974)
- орден Трудового Червоного Прапора (2.03.1981)
- орден Жовтневої Революції (30.03.1971)
- медалі
- Заслужений гірник Української РСР (1963)
- лауреат Державної премії СРСР (1979)